# 斯維奇納
49°30′52″N 27°43′39″E / 49.51444°N 27.72750°E
斯維奇納（烏克蘭語：Свічна）是位於烏克蘭西部的村莊，由赫梅利尼茨基州裡赫梅利尼茨基區的萊蒂奇夫市鎮負責管轄。該村面積0.5平方公里，海拔高度288米，2001年人口76，人口密度每平方公里152.6人。